# سيمون هيلبرغ
سيمون هيلبرغ (بالإنجليزية: Simon Helberg)‏ (و. 1980 – م) هو ممثل، وممثل تلفزيوني، وممثل أفلام، وممثل هزلي من الولايات المتحدة الأمريكية. ولد في لوس أنجلوس.

## التعليم
تعلم في مدرسة تيش العليا للفنون.

## وصلات خارجية
- سيمون هيلبرغ على موقع IMDb (الإنجليزية)
- سيمون هيلبرغ على موقع روتن توميتوز (الإنجليزية)
- سيمون هيلبرغ على موقع ألو سيني (الفرنسية)
- سيمون هيلبرغ على موقع ميوزك برينز (الإنجليزية)
- سيمون هيلبرغ على موقع تيرنر كلاسيك موفيز (الإنجليزية)
- سيمون هيلبرغ على موقع أول موفي (الإنجليزية)
- سيمون هيلبرغ على موقع قاعدة بيانات الأفلام السويدية (السويدية)
- سيمون هيلبرغ على موقع إن إن دي بي (الإنجليزية)
- سيمون هيلبرغ على موقع ديسكوغز (الإنجليزية)
- سيمون هيلبرغ على موقع قاعدة بيانات الفيلم (الإنجليزية)